# Gobionellus stomatus
Gobionellus stomatus är en fiskart som beskrevs av Starks, 1913. Gobionellus stomatus ingår i släktet Gobionellus och familjen smörbultsfiskar. Inga underarter finns listade i Catalogue of Life.